# Довжек
Довжек (укр. Довжек) — охраняемая территория (заповедное урочище) на Украине. Расположено в пределах Хорольского района Полтавской области. Находится к юго-западу от села Глубокая Долина.
Площадь охраняемой территории составляет 76 га (0,76 км2). Статус заповедного урочища был присвоен согласно решению областного исполкома от 17.04.1992 года № 74. Образовано с целью сохранения массивов леса с преобладанием клёна, липы, берез и дуба. Лес растёт на склонах и днище балки.